# Verena Vogt
Verena Vogt (Santiago de Chile, 15 de agosto de 1952) fue la primera mujer chilena en participar en los Juegos Olímpicos de Invierno de 1968, compitiendo en las disciplinas de slalom y slalom gigante, quedando en la posición 41 en slalom gigante.

### Biografía
Verena Vogt nació el 15 de agosto de 1952 en Santiago de Chile. Tenía una personalidad modesta y tranquila. Se graduó de sus estudios en 1968, desde ese momento presentaba habilidades atléticas yen el esquí. Lo anterior la llevó a ser la primera mujer chilena en participar en unos Juegos Olímpicos de Invierno, Grenoble, Francia. 
Compitió en las disciplinas de slalom y slalom gigante, aunque no logró destacar en los resultados, quedando en la posición 41 en el slalom gigante, sin lograr completar este mismo.
Farellones fue un lugar importante para Vogt, por las relaciones de su infancia en los años cincuenta, establecidas por sus padres, Helma y Otto. Además, pasó mucho tiempo en los Andes con sus hermanas mayores, Melanie y Annette, para luego establecerse en España, donde se casó. Pasados unos años se fue a Venezuela donde tuvo a su primera hija, Vanessa, en 1977. 
Sus últimos días los pasó en su jardín en las Hualtatas, donde vivía con su familia y hacía caridad como por ejemplo el realizar manualidades para niños necesitados junto con compañeros de clase. Murió en este mismo lugar, calle las Hualtatas #5658 en la comuna de Vitacura, el 11 de octubre de 2022.

#### Carrera deportiva
Verena Vogot fue una ex esquiadora chilena, reconocida por su participación en los Juegos Olímpicos de invierno de 1968, en Grenoble. Fue la primera mujer chilena en competir en deportes de invierno dentro del nivel olímpico, dejando una marca en la historia del deporte chileno.
En los Juegos Olímpicos, participó en dos categorías de esquí alpino:
- Slalom gigante: Finalizó en la posición 41.[4]
- Slalom: No completó la prueba.[5]

Su participación fue sumamente significativa para Chile, ya que no existía una tradición consolidada en deportes de invierno durante la década de los 90’. Vogt representó a Chile en una disciplina totalmente dominada por países europeos y norteamericanos, abriendo así el camino para futuros deportistas chilenos en este ámbito.

##### Familia
Verena creció en un entorno que fomentaba los deportes invernales, siendo Farellones un lugar clave en su vida, ya que su familia contribuyó a desarrollar esta práctica dentro de Chile durante los años 50. Además de ser una deportista destacada en su juventud.
- Padres: Helma Aichel y Otto Vogt, pioneros en Esquí en Chile.
- Hermanas: Melanie y Annette, hermanas mayores.

- Hijos: Vanessa Micaela Goyeneche Vogt, Axel Goyeneche Vogt, Oliver Goyeneche Vogt.[6]

- Cónyuge: Osvaldo Klaus Goyeneche Handwerck, Director de Federación de Ski y Snowboard de Chile y Delegado Técnico Federación Internacional de Esquí.[7]